# Деменовская пещера Свободы
Деменовская пещера Свободы — сталактитовая пещера в Словакии.
Пещера расположена на высоте 870 метров над уровнем моря в Деменовской долине на северной стороне Низких Татр. Деменовская пещера была обнаружена в 1921 году. Открыта для посещения туристов с 1924 года. В настоящее время маршрут для посетителей составляет 1800 м в длину. Общая же длина пещеры — 8126 м.